# 艾特肯冰原島峰
85°42′S 173°49′E / 85.700°S 173.817°E
艾特肯冰原島峰（英語：Aitken Nunatak），是南極洲的冰原島峰，位於杜費克海岸，屬於格羅夫納山脈的一部分，處於巴姆斯特德山西南面5公里，海拔高度2,785米，現時由南極條約體系管理。